# Paraesylacris columbiana
Paraesylacris columbiana är en skalbaggsart som beskrevs av Stefan von Breuning 1940. Paraesylacris columbiana ingår i släktet Paraesylacris och familjen långhorningar. Inga underarter finns listade i Catalogue of Life.